# Frans-Marokko
Frans-Marokko of het Franse protectoraat over Marokko  (Frans: Protectorat français au Maroc; Arabisch: الحماية الفرنسية في المغرب , alhimayat alfaransiat fi almaghrib) was een protectoraat van Frankrijk in Marokko. Het bestond van 1912 tot 1956. Voor 1912 was het een onafhankelijk sultanaat. Na 1956 werd het opgevolgd door het koninkrijk Marokko.

## Geschiedenis
Marokko was een oud sultanaat met een dynastie die onafgebroken heerste van 1666 tot heden. Maar de tweede industriële revolutie had een wedloop om kolonies ontketend bij de Europese mogendheden. De Marokkaanse sultan Abdelhafid had enorme bedragen geleend bij Europese banken om zijn land te moderniseren. Deze leningen brachten de Marokkaanse economie onder Europese controle. Toen Frankrijk in 1904 aanspraak maakte op Marokko, leidde dat tot de Eerste Marokkaanse Crisis met Duitsland. Er werd toen besloten om Marokko ongemoeid te laten.
Na een opstand, die in 1911 in de stad Fez uitbrak, besloot Frankrijk om troepen naar de stad te sturen, formeel om landgenoten te beschermen. Als reactie stuurde Duitsland in 1911 het oorlogsschip SMS Panther naar Agadir. De Tweede Marokkaanse Crisis leidde tot onderhandelingen tussen de Europese mogendheden. Het resultaat was het Verdrag van Fez, dat op 30 maart 1912 werd uitgeroepen.

## Verdrag van Fez
Sultan Abdelhafid van Marokko gaf de soevereiniteit van het land op en accepteerde het gezag van Frankrijk. Duitsland erkende de aanspraken van Frankrijk (en Spanje) over het gebied in ruil voor een deel van Frans-Equatoriaal-Afrika in de huidige Republiek Congo. Het aan Duitsland afgestane gebied werd Kameroen. Spanje kreeg het noorden van Marokko in handen (Spaans-Marokko). Dit Spaanse protectoraat eindigde net als het Franse in 1956 met de onafhankelijkheid van Marokko. Alleen de enclaves Melilla en Ceuta bleven Spaans.

## Rif-Republiek
In het Rifgebergte van Noord-Marokko werd onder Mohammed Abdelkrim El Khattabi in 1920 de onafhankelijkheid op de Spaanse bezetter bevochten en de islamitische Rif-Republiek uitgeroepen. Mohamed Abdelkrim El Khatabbi leidde de onafhankelijkheidsstrijd van de moslims tegen de Spaanse en Franse kolonisatie. Hij behaalde een reeks overwinningen, maar het Franse en Spaanse leger konden uiteindelijk in 1926 de opstand neerslaan. Tijdens de Rifoorlog werden door het Spaanse en Franse leger mosterdgas ingezet.

## Bestuur
De Franse regering stelde een résident-général aan om het Franse protectoraat te besturen. Tussen 1912 en 1925 was dit generaal Hubert Lyautey. Hij werd opgevolgd door André Louis Dubois, die tot de onafhankelijkheid in functie zou blijven.

Gedurende de bezetting door de Fransen kende Marokko een drietal sultans. De eerste was Yusef ben Hassan, die deze post bekleedde tot aan zijn dood in 1927. Hij werd opgevolgd door zijn zoon, de latere koning Mohammed V van Marokko. In 1953 werd hij afgezet door de Franse bezettingsmacht. De reden was de enorme populariteit die hij genoot onder de bevolking. Hij werd vervangen door Mohammed Ben Aarafahij, een ver familielid van de sultan. De kroning van de niet-legitieme sultan, en de ballingschap op Madagaskar van Mohammed V, zorgden voor massa-demonstraties en onrust in het hele protectoraat. Frankrijk besloot uiteindelijk om de sultan terug te halen, om de orde te herstellen. De sultan onderhandelde over de onafhankelijkheid van Marokko met Frankrijk in 1955. Toen Marokko opnieuw onafhankelijk werd in 1956 veranderde hij zijn titel van sultan naar koning.

### Hoofdstad
De Fransen kozen Rabat als hoofdstad van Marokko omdat het de hoofdstad van de Alaoui-dynastie was. Ze ontwikkelden Casablanca tot economische hoofdstad. De politieke macht bleef echter in Rabat. Na de onafhankelijkheid werd Rabat de hoofdstad van het nieuwe koninkrijk.

### Munteenheid
Tot 1921 bleef de riaal of Rial Hassani de munteenheid. Deze Marokkaanse riaal was onderverdeeld in 10 dirham die elk uit 50 mazunas bestonden. De riaal was in 1882 ingevoerd als wettig betaalmiddel, als moderne opvolger van het systeem met koperen, zilveren en gouden munten.

In 1921 werd de Marokkaanse frank ingevoerd, die na de onafhankelijkheid de munteenheid van heel Marokko werd. De munt bleef in gebruik tot 1974 toen hij werd vervangen door de Marokkaanse dirham.

## Onafhankelijkheid
Op 16 november 1955 keerde Mohammed V terug uit ballingschap. Hij werd door Frankrijk opnieuw als sultan erkend. Verdere onderhandelingen tussen Frankrijk en Mohammed V leidden op 2 maart 1956 tot de onafhankelijkheid van Marokko. Mohammed V werd koning.